# Pokljuka

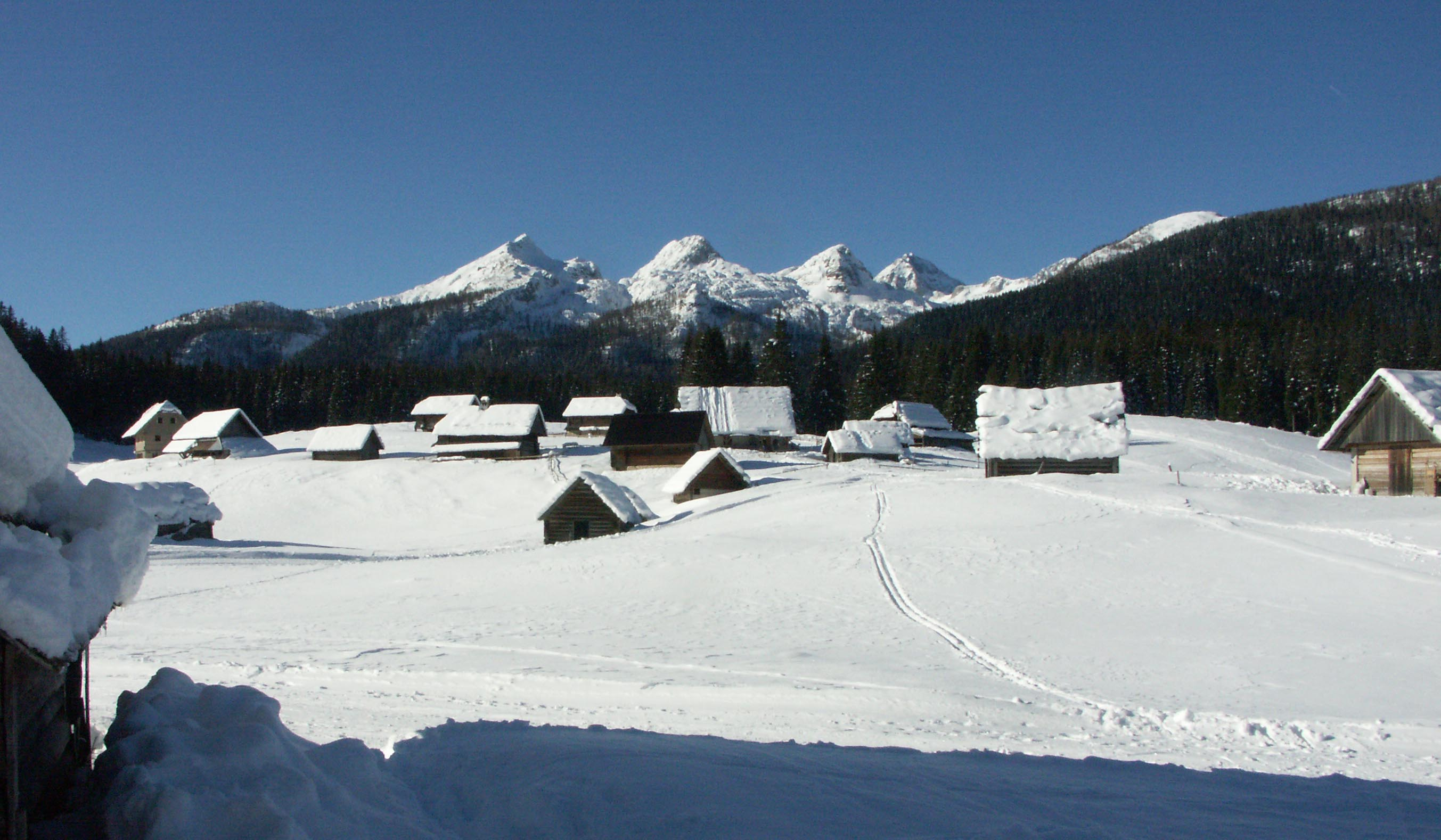
Pokljuka télen

Pokljuka egy erdős fennsík Szlovénia északnyugati részén, 1300 méteres tengerszint feletti magasságban. A terület közigazgatásilag részben Bled és részben Bohinj községek fennhatósága alá tartozik. A vidék a Triglav Nemzeti Park részét képezi. A 18. században a fennsíkot borító bükk és jegenyefenyő erdőségek jelentős részét kivágták, és a Bohinjban működő kohókban tüzelték el. A letarolt területeken a természet hamarosan újjáéledt, a régió meghatározó fafajtája a lucfenyő lett. Az új erdőségek között pedig mocsarak, lápok jöttek létre.
Napjainkban Pokljuka a hegymászók kedvelt helye. Minden évben itt rendezik meg a sílövő világkupa egyik fordulóját, a Bledtől 15 kilométerre nyugatra elterülő Pokljukai Sílövőközpontban.